# 와히어

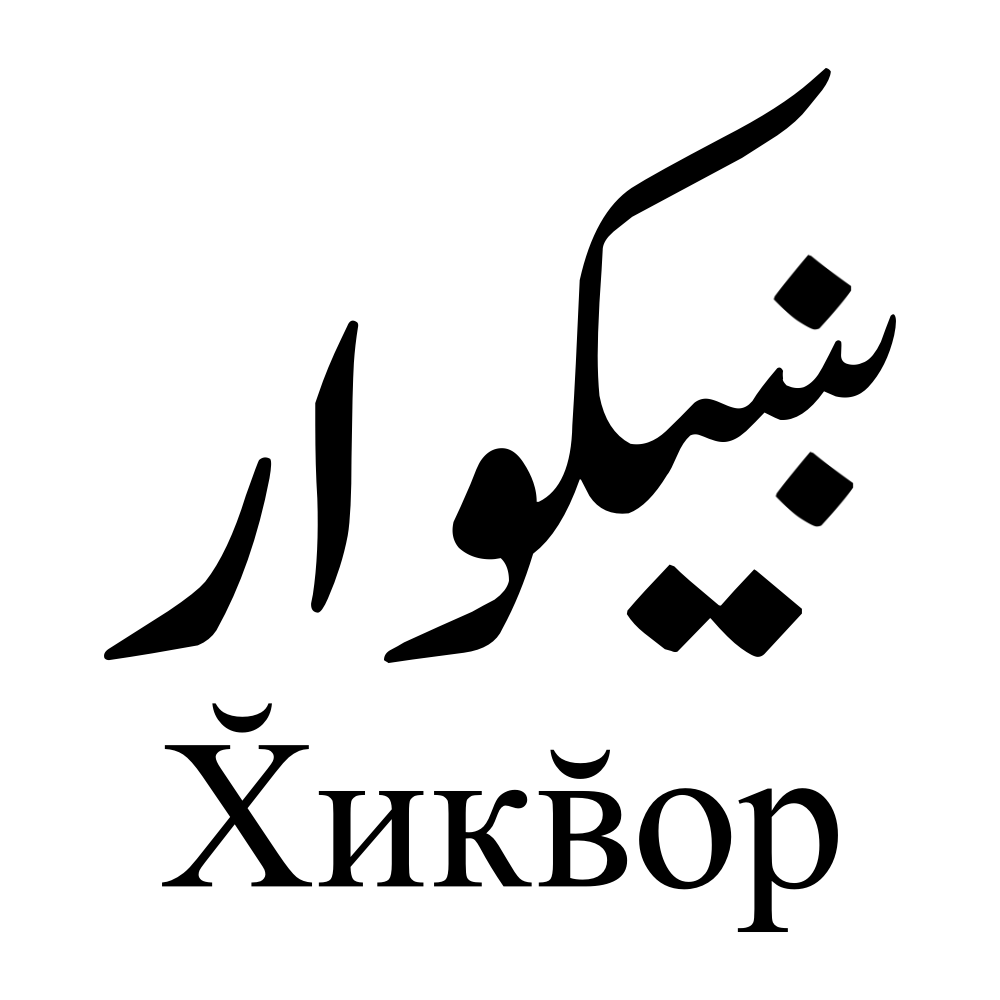

와히어(영어: Wakhi, 와히어: وخی/В̌aхi, IPA: [waχi])는 오늘날 아프가니스탄 북부 와한구(Wakhan) 및 이와 인접한 타지키스탄, 파키스탄, 중국의 일부 영토에서 사용되는 인도유럽어족 언어로, 이란어군의 동이란어군 분파에 속한다.
지리적으로 파미르 제어라는 분류에 들어가는 언어 중 하나이다. 한때 호탄 왕국에서 사용되던 스키타이계 사카어의 말예라는 가설이 유력하게 여겨진다. 파미르 고원 지역의 와히인들이 사용하는데 이들은 파미르인의 일부로 묶이기도 한다.
파키스탄에서는 길기트발티스탄의 일부 지역에서 사용되는데, 우르두어, 표준 펀자브어, 영어와 같은 파키스탄 미디어의 주요 언어와 아랍어 및 페르시아어의 종교적 영향으로 인해 와히어는 파키스탄의 다른 언어와 마찬가지로 외래어를 통해 어휘 기반을 지속적으로 확장하고 있다.

## 음운

### 모음
|        | 전설 모음 | 중설 모음 | 후설 모음 |
| ------ | --------- | --------- | --------- |
| 폐모음 | i         | ɨ         | u         |
| 중모음 | e         | ə         | o         |
| 개모음 | a         | a         | a         |

### 자음
|        | 순음 | 치음 | 치경음 | 치경구개음 | 권설음 | 연구개음 | 구개수음 | 성문음 |
| ------ | ---- | ---- | ------ | ---------- | ------ | -------- | -------- | ------ |
| 비음   | m    | n    |        |            |        |          |          |        |
| 파열음 | p b  | t̪ d̪  |        |            | ʈ ɖ    | k ɡ      | q        |        |
| 파찰음 |      |      | t͡s d͡z  | t͡ʃ d͡ʒ      | ʈ͡ʂ ɖ͡ʐ  |          |          |        |
| 마찰음 | f v  | θ ð  | s z    | ʃ ʒ        | ʂ ʐ    | x ɣ      | χ ʁ      | h      |
| 접근음 |      | l    |        | j          |        | w        |          |        |
| R음    |      | r    |        |            |        |          |          |        |

## 같이 보기
- 와히인